# سايوري هارا
سايوري هارا (باليابانية: 原紗友里؛ بالكانا: はら さゆり) هي مؤدية صوت يابانية، ولدت في 5 نوفمبر 1988 في طوكيو في اليابان.

## وصلات خارجية
- سايوري هارا على موقع IMDb (الإنجليزية)
- سايوري هارا على موقع ميوزك برينز (الإنجليزية)
- سايوري هارا على موقع ديسكوغز (الإنجليزية)
- سايوري هارا على موقع قاعدة بيانات الفيلم (الإنجليزية)
- سايوري هارا على موقع ANN person (الإنجليزية)